# Síndrome de Dressler
El síndrome de Dressler o pericarditis postinfarto tardía,  es un tipo de pericarditis de origen autoinmune que se presenta posteriormente (desde dos a tres semanas después) a la ocurrencia de un Infarto agudo de miocardio. Se diferencia de la pericarditis epistenocárdica que es la pericarditis que ocurre días después del infarto asociada a una exudación directa. Por otro lado, el síndrome de Dressler suele ser asemejado al síndrome de lesión postcardíaca o pericarditis postcardiotomía, cuyas presentaciones clínicas son similares, pero cuyo origen se relaciona con una cirugía cardíaca u otro daño producido al corazón.

## Epidemiología
El síndrome de Dressler se presentaba entre un uno y cinco por ciento de los pacientes con infarto agudo de miocardio, antes de la era trombolítica. Desde el uso de la trombólisis y de la heparina, la incidencia se ha reducido marcadamente (menos de un 0,5%).

## Etiología
La inflamación es debida a una reacción  autoinmune exagerada; en otras palabras una respuesta del sistema inmunitario en contra del tejido necrotico (post-infartado). De modo que en vez de depurar el corazón después de un ataque cardíaco, la maquinaria inmune, por error, se vuelve en contra del mismo tejido del hospedador.

## Síntomas
El elemento clínico más constante es el dolor de pecho, asociado con la respiración y la postura, a veces irradiado al hombro izquierdo, la escápula y el músculo trapecio apareciendo después de 2 semanas del infarto.El dolor asociado a este trastorno es debido al pericardio inflamado rozando con el corazón. Además de ello, es posible encontrar fiebre y malestar general.

## Tratamiento
El cuadro podría aliviarse con AINE (antiinflamatorios no esteroideos) y en ocasiones con corticosteroides. Pero, actualmente se prefiere el uso de Ácido acetilsalicílico debido a que los corticoides y AINES empeoran la recuperación del infarto subyacente.